# Enrico di Sandomierz
Enrico I di Sandomierz (in polacco Henryk) (1131 – 18 ottobre 1166) fu duca di Sandomierz dal 1138 fino alla sua morte.
Prese parte alla Seconda Crociata. Al suo ritorno dalla Terra santa, Enrico organizzò una battaglia contro i prussiani e morì in battaglia.

## Biografia
Enrico era il quinto figlio - ma il terzo a essere sopravvissuto - di Boleslao III di Polonia avuti dalla sua seconda moglie Salomea, figlia di Enrico, conte di Berg, da cui ricevette il nome. Secondo il testamento del padre, Enrico ereditò il Ducato di Sandomierz. Boleslao nominò anche il fratellastro di Enrico, Ladislao, come reggente per Enrico, poiché questi aveva solo 7 anni quando suo padre morì.
Come sovrano di Sandomierz, Enrico compare solo in occasione dell'atto di fondazione di una Chiesa nella sua terra. Il suo titolo ducale è raramente menzionato dalle cronache, che lo citano come "figlio di Boleslao III Krzywousty" o "fratello di Boleslao IV il Riccio". Era però il "re dei polacchi" menzionato dal cronista greco Giovanni Cinnamo. Enrico era il comandante del contingente polacco nella Seconda Crociata  (1147–1150) nel 1147. Questo impegno nelle Crociate fu breve perché nel 1149, insieme al fratello maggiore Boleslao IV, prese parte a una spedizione militare a Kiev per sostenere il Gran Principe Izjaslav II.
Primo e forse il più famoso di tutti i duchi di Sandomierz, Enrico si avventurò sicuramente in Terra Santa nel 1153-1154 (numerosi annali polacchi lo riportano sotto l'anno 1154 come fece Jan Długosz nei suoi Annali) e combatté sotto il comando del re Baldovino III di Gerusalemme. La stretta affiliazione di Enrico alle lotte in Terra Santa portò all'istituzione di una commenda degli Ospitalieri (tra il 1154 e il 1166) a Zagość.
Dopo essere tornato in Polonia in aria di santità, Enrico, insieme ai suoi fratelli, organizzò un intervento militare contro i pagani prussiani. La spedizione militare, al comando di Boleslao IV ed Enrico, fu lanciata nella seconda metà del 1166. Secondo le cronache, Enrico fu ucciso in una battaglia contro i prussiani. La data della sua morte, il 18 ottobre 1166, è nota attraverso fonti indirette. Tuttavia c'è una leggenda secondo cui Enrico sarebbe stato ucciso nell'attuale contea di Wąbrzeźno, probabilmente nelle vicinanze di Nielub o Orłowo, vicino al lago Wieczno.

## Successione
Enrico non si sposò mai e quindi non lasciò una prole legittima. Nel testamento lasciò il ducato al fratello postumo, Casimiro II il Giusto, che fino a quel momento era rimasto senza terre. Queste ultime volontà furono attuate solo in parte. Il destino del Ducato di Sandomierz potrebbe essere mostrato in un documento del 31 dicembre 1167:
Le altre due parti furono prese dagli altri fratelli sopravvissuti: Wiślica, fu data a Casimiro II, e il resto a Miecislao (Mieszko) III il Vecchio. Le sue spoglie furono probabilmente sepolte in una cripta di una chiesa a Wiślica, dove la sua tomba è contrassegnata da una lapide ornamentale donata dal fratello minore Casimiro II. Solo nel 1173, dopo la morte di Boleslao, Casimiro poté finalmente assumere il titolo di duca di Sandomierz.

## Ascendenza
|                            |                         |                          | Genitori                   |  |  | Nonni |  |  | Bisnonni              |  |  | Trisnonni               |  |
|                            |                         |                          |                            |  |  |       |  |  | Casimiro I di Polonia |  |  | Miecislao II di Polonia |  |
|                            |                         |                          |                            |  |  |       |  |  | Casimiro I di Polonia |  |  | Miecislao II di Polonia |  |
|                            |                         | Richeza di Lotaringia    |                            |  |  |       |  |  | Casimiro I di Polonia |  |  |                         |  |
| Ladislao Herman di Polonia |                         |                          |                            |  |  |       |  |  | Casimiro I di Polonia |  |  |                         |  |
|                            |                         | Maria Dobroniega di Kiev | Vladimir I di Kiev         |  |  |       |  |  |                       |  |  |                         |  |
|                            |                         | Maria Dobroniega di Kiev | Vladimir I di Kiev         |  |  |       |  |  |                       |  |  |                         |  |
|                            |                         | Maria Dobroniega di Kiev | …                          |  |  |       |  |  |                       |  |  |                         |  |
| Boleslao III di Polonia    |                         | Maria Dobroniega di Kiev |                            |  |  |       |  |  |                       |  |  |                         |  |
|                            |                         | Vratislao II di Boemia   | Bretislao I di Boemia      |  |  |       |  |  |                       |  |  |                         |  |
|                            |                         | Vratislao II di Boemia   | Bretislao I di Boemia      |  |  |       |  |  |                       |  |  |                         |  |
|                            |                         | Vratislao II di Boemia   | Giuditta di Schweinfurt    |  |  |       |  |  |                       |  |  |                         |  |
| Giuditta di Boemia         |                         | Vratislao II di Boemia   |                            |  |  |       |  |  |                       |  |  |                         |  |
|                            |                         | Adelaide d'Ungheria      | Andrea I d'Ungheria        |  |  |       |  |  |                       |  |  |                         |  |
|                            |                         | Adelaide d'Ungheria      | Andrea I d'Ungheria        |  |  |       |  |  |                       |  |  |                         |  |
|                            |                         | Adelaide d'Ungheria      | Anastasia di Kiev          |  |  |       |  |  |                       |  |  |                         |  |
| Enrico di Sandomierz       |                         | Adelaide d'Ungheria      |                            |  |  |       |  |  |                       |  |  |                         |  |
|                            | Poppone di Schelklingen | …                        |                            |  |  |       |  |  |                       |  |  |                         |  |
|                            | Poppone di Schelklingen | …                        |                            |  |  |       |  |  |                       |  |  |                         |  |
|                            | Poppone di Schelklingen | …                        |                            |  |  |       |  |  |                       |  |  |                         |  |
| Enrico I di Berg           | Poppone di Schelklingen |                          |                            |  |  |       |  |  |                       |  |  |                         |  |
|                            |                         | Sofia                    | …                          |  |  |       |  |  |                       |  |  |                         |  |
|                            |                         | Sofia                    | …                          |  |  |       |  |  |                       |  |  |                         |  |
|                            |                         | Sofia                    | …                          |  |  |       |  |  |                       |  |  |                         |  |
| Salomea di Berg            |                         | Sofia                    |                            |  |  |       |  |  |                       |  |  |                         |  |
|                            |                         | Diepoldo II di Vohburg   | Diepoldo I di Cham-Vohburg |  |  |       |  |  |                       |  |  |                         |  |
|                            |                         | Diepoldo II di Vohburg   | Diepoldo I di Cham-Vohburg |  |  |       |  |  |                       |  |  |                         |  |
|                            |                         | Diepoldo II di Vohburg   | …                          |  |  |       |  |  |                       |  |  |                         |  |
| Adelaide di Mochental      |                         | Diepoldo II di Vohburg   |                            |  |  |       |  |  |                       |  |  |                         |  |
|                            |                         | Liutgarda di Zähringen   | Bertoldo I di Zähringen    |  |  |       |  |  |                       |  |  |                         |  |
|                            |                         | Liutgarda di Zähringen   | Bertoldo I di Zähringen    |  |  |       |  |  |                       |  |  |                         |  |
|                            |                         | Liutgarda di Zähringen   | Richwara ?                 |  |  |       |  |  |                       |  |  |                         |  |
|                            |                         | Liutgarda di Zähringen   |                            |  |  |       |  |  |                       |  |  |                         |  |